# Dicyrtoma sylvestratilis
Dicyrtoma sylvestratilis är en urinsektsart som beskrevs av Jerry Allen Snider 1990. Dicyrtoma sylvestratilis ingår i släktet Dicyrtoma och familjen Dicyrtomidae. Inga underarter finns listade i Catalogue of Life.